# Antônio Pereira Machado
Antônio Pereira Machado foi um português instituidor da povoação do arraial do Bonfim do Mato Dentro. Antônio Pereira Machado era um Capitão quando a fome na Serra do Ouro Preto (1700 e 1701) obrigou os moradores a abandonarem também Bonfim do Mato Dentro como os do Carmo o fizeram em 1697-98. Antônio Pereira Machado fundou o vilarejo hoje conhecido como Antônio Pereira. 
Historiadores defendem a posição de que Antônio Pereira Machado era lusitano, nativo da Freguesia de São João de Caldas, Termo da Vila de Guimarães, Arcebispado de Braga. Esse estrangeiro, um dos muitos originário de Portugal, veio na febre aurífera e foi muito provavelmente o descobridor e primeiro bandeirante da região que atualmente tem a sua designação.
Nos anos de 1700 e 1701, fugindo da fome que se alastrava entre os mineradores, ele se estabeleceu nas cercarias de Antônio Pereira. Em seguida, mudou-se para o Arraial do Carmo.